# Dr. Dolittle 5: El perro del millón de dólares
Dr. Dolittle: El Perro del Millón de Dólares (Dr. Dolittle: Million Dollar Mutts) es una comedia estadounidense de 2009, protagonizada por Kyla Pratt. El DVD fue lanzado el 19 de marzo de 2009.

## Argumento
Maya Dolittle piensa que no debe pasarse 7 años estudiando veterinaria puesto que puede hablar con los animales. 
Mientras pasea a Lucky, ayuda a un gato a bajar de un árbol hablando con él. Es descubierta y Tiffany Monaco, una estrella de Hollywood, la hace llevar a Los Ángeles para que ayude a su cachorra, que resulta ser un niño. Pronto, Maya y Tiffany crearán su propio show, "The Animal Talkers". Maya también conocerá a Brandon Turner, del cual está enamorado. Maya pronto se enterará de que el show no es para ayudar a los animales y vuelva a casa para estudiar veterinaria.
También se enterará de que Brandon está en la misma escuela que ella. Mientras tanto, Mono está fuera de Los Ángeles buscando su gran oportunidad, pero lo dejará para ayudar a Maya.

## Personajes

### Personajes Principales
- Kyla Pratt - Maya Dolittle
- Jason Bryden - Rick Beverley
- Karen Holness - Lisa Dolittle
- Brandon Jay McLaren - Brandon Turner
- Tegan Moss - Tiffany Monaco

### Personajes Secundarios
- Elizabeth Thai - Reportera
- Ian Thompson - Bombero
- Sarah Deakins - Veterinaria
- Mark Hillson - Ciclista
- Doron Bell - Ridiculuz
- Curtis Caravaggio - Chase
- Vicki Lewis - Chubster
- Greg Ellis - Dave la Paloma
- Matthew Harrison - Paul Furhooven